# Polynoncus
Polynoncus är ett släkte av skalbaggar. Polynoncus ingår i familjen knotbaggar.

## Dottertaxa tillPolynoncus, i alfabetisk ordning[1]
- Polynoncus aeger
- Polynoncus aricensis
- Polynoncus bifurcatus
- Polynoncus brasiliensis
- Polynoncus brevicollis
- Polynoncus bullatus
- Polynoncus burmeisteri
- Polynoncus chilensis
- Polynoncus diffluens
- Polynoncus ecuadorensis
- Polynoncus erugatus
- Polynoncus galapagoensis
- Polynoncus gemmifer
- Polynoncus gemmingeri
- Polynoncus gibberosus
- Polynoncus gordoni
- Polynoncus guttifer
- Polynoncus haafi
- Polynoncus hemisphaericus
- Polynoncus juglans
- Polynoncus longitarsis
- Polynoncus mirabilis
- Polynoncus neuquen
- Polynoncus parafurcatus
- Polynoncus patagonicus
- Polynoncus patriciae
- Polynoncus pedestris
- Polynoncus peruanus
- Polynoncus pilularius
- Polynoncus sallei
- Polynoncus seymourensis
- Polynoncus tenebrosus